# Ecuador en la clasificación de Conmebol para la Copa Mundial de Fútbol de 1970
La Selección de fútbol del Ecuador fue una de las nueve selecciones de fútbol que participaron en la clasificación de Conmebol para la Copa Mundial de Fútbol de 1970, en la que se definieron los representantes de Conmebol para la Copa Mundial de Fútbol de 1970, que se desarrolló en México.

## Sede
| Selección de fútbol de Ecuador   |                          |                     |
| Ciudad                           | Estadio                  | Entrenador          |
| Guayaquil                        | Estadio Modelo Guayaquil | José Gomes Nogueira |
|                                  |                          |                     |
| Federación Ecuatoriana de Fútbol |                          |                     |

## Sistema de juego
Para la Copa Mundial de Fútbol de 1970 de México, la Conmebol disponía de 3 plazas de las 16 totales del mundial. Los 10 equipos se agruparon en 3 grupos; 2 grupos de 3 equipos y otro de 4 equipos. Jugándose por el sistema de liguilla, con encuentros en casa y fuera. Los primeros de grupo se clasificaron para el Mundial.

## Tabla final de posiciones
| Equipo    | Pts. | PJ | PG | PE | PP | GF | GC | Dif. |
| --------- | ---- | -- | -- | -- | -- | -- | -- | ---- |
| Brasil    | 12   | 6  | 6  | 0  | 0  | 23 | 2  | +21  |
| Uruguay   | 7    | 4  | 3  | 1  | 0  | 5  | 0  | +5   |
| Paraguay  | 8    | 6  | 4  | 0  | 2  | 6  | 5  | +1   |
| Perú      | 5    | 4  | 2  | 1  | 1  | 7  | 4  | +3   |
| Bolivia   | 4    | 4  | 2  | 0  | 2  | 5  | 6  | –1   |
| Chile     | 4    | 4  | 1  | 2  | 1  | 5  | 4  | +1   |
| Argentina | 3    | 4  | 1  | 1  | 2  | 4  | 6  | –2   |
| Colombia  | 3    | 6  | 1  | 1  | 4  | 7  | 12 | –5   |
| Ecuador   | 1    | 4  | 0  | 1  | 3  | 2  | 8  | –6   |
| Venezuela | 1    | 6  | 0  | 1  | 5  | 1  | 18 | –17  |

## Proceso de clasificación
| Equipo  | Ptos. | PJ | PG | PE | PP | GF | GC | Dif. |
| ------- | ----- | -- | -- | -- | -- | -- | -- | ---- |
| Uruguay | 7     | 4  | 3  | 1  | 0  | 5  | 0  | +5   |
| Chile   | 4     | 4  | 1  | 2  | 1  | 5  | 4  | +1   |
| Ecuador | 1     | 4  | 0  | 1  | 3  | 2  | 8  | –6   |

### Partidos

#### Primera vuelta
| Jornada   | Fecha               | Estadio                             | Local   |                    | Resultado |                    | Visitante |
| --------- | ------------------- | ----------------------------------- | ------- | ------------------ | --------- | ------------------ | --------- |
| Jornada 1 | 6 de junio de 1969  | Estadio Modelo Guayaquil, Guayaquil | Ecuador | Bandera de Ecuador | 0:2       | Bandera de Uruguay | Uruguay   |
| Jornada 3 | 20 de junio de 1969 | Estadio Centenario, Montevideo      | Uruguay | Bandera de Uruguay | 1:0       | Bandera de Ecuador | Ecuador   |

#### Segunda vuelta
| Jornada   | Fecha               | Estadio                             | Local   |                    | Resultado |                    | Visitante |
| --------- | ------------------- | ----------------------------------- | ------- | ------------------ | --------- | ------------------ | --------- |
| Jornada 4 | 27 de junio de 1969 | Nacional de Chile, Santiago         | Chile   | Bandera de Chile   | 4:1       | Bandera de Ecuador | Ecuador   |
| Jornada 5 | 3 de julio de 1969  | Estadio Modelo Guayaquil, Guayaquil | Ecuador | Bandera de Ecuador | 1:1       | Bandera de Chile   | Chile     |

## Jugadores
Listado de jugadores que participaron en la Clasificación a la Copa Mundial 1970.
| N.º | Nombre              | Posición      | Clubes           |
| --- | ------------------- | ------------- | ---------------- |
| 1   | Fernando Maldonado  | Portero       | El Nacional      |
|     | Manuel Ordeñana     | Portero       | Everest          |
|     | Edwin Mejía         | Portero       | C. S. Emelec     |
| 2   | Alfonso Quijano     | Defensa       | Barcelona S.C.   |
| 14  | Vicente Lecaro      | Defensa       | Barcelona S.C.   |
| 4   | Luciano Macías      | Defensa       | Barcelona S.C.   |
| 15  | Ramiro Tobar        | Defensa       | Liga de Quito    |
|     | Alfonso Echanique   | Defensa       | Everest          |
| 5   | Eulogio Quintero    | Defensa       | El Nacional      |
|     | Patricio Echeverría | Defensa       | América de Quito |
| 3   | Enrique Portilla    | Defensa       | Liga de Quito    |
|     | Jorge Tapia         | Mediocampista | Liga de Quito    |
|     | Marcelo Cabezas     | Mediocampista | El Nacional      |
| 10  | Jorge Bolaños       | Mediocampista | C. S. Emelec     |
|     | Walter Cárdenas     | Mediocampista | Barcelona S.C.   |
|     | Juan Noriega        | Mediocampista | Barcelona S.C.   |
|     | Tom Rodríguez       | Delantero     | El Nacional      |
| 7   | Washington Muñoz    | Delantero     | Barcelona S.C.   |
| 9   | Félix Lasso         | Delantero     | Barcelona S.C.   |
| 8   | Mario Espinoza      | Delantero     | Barcelona S.C.   |
|     | Servelio Malagón    | Delantero     | Barcelona S.C.   |
|     | Simón Bolivar       | Delantero     | El Nacional      |
|     | Francisco Contreras | Delantero     | Deportivo Quito  |

### Goleadores
| Jugador       | Goles anotados | Asis. | PJ |     |
| Félix Lasso   | 1              | -     | 3  | 225 |
| Tom Rodríguez | 1              | -     | 3  | 96  |
| ------------- | -------------- | ----- | -- | --- |